# Museu Francisco Tavares Proença Júnior
O Museu Francisco Tavares Proença Júnior é um museu de arte que está instalado no antigo Paço Episcopal de Castelo Branco, na freguesia de Castelo Branco, do município homónimo, pertencente ao distrito de Castelo Branco, em Portugal.
O acervo da instituição inclui achados arqueológicos, tapeçarias do século XVI e arte primitiva portuguesa.
Sendo a cidade de Castelo Branco famosa pelas suas colchas de seda bordadas, estão expostos no Museu alguns exemplares destes bordados provenientes inicialmente da coleção Ernesto de Vilhena a que se juntaram outros provenientes de aquisições e doações.
Na década de 1980s, foram incorporadas no Museu obras de arte contemporânea em que se destaca o conjunto de pintura de Noronha da Costa.

## História
O Museu Francisco Tavares Proença Júnior foi fundado em 1910 por Francisco Tavares Proença Junior, no Convento dos Capuchos de Castelo Branco.
Em 1971, o Museu e o seu acervo foram transferidos para o edifício do antigo Paço Episcopal, onde se mantém desde então.
Em 2010 comemorou o centésimo aniversário com a realização da exposição "...E Tudo É Mar Português, com a mostra de obras de artistas portugueses que nasceram ou viveram em Castelo Branco.

## Paço Episcopal e Jardim
O Museu Francisco Tavares Proença Júnior encontra-se instalado no antigo Paço Episcopal do bispo da Guarda, erguido em 1596 por iniciativa de D. Nuno de Noronha. Por detrás deste edifício encontram-se os Jardins do Paço Episcopal exemplar de excelência da arte da jardinagem no período barroco.
O Palácio Episcopal de Castelo Branco, incluindo o Jardim do Paço e o Passadiço, está classificado como Monumento Nacional desde 2018.